# Chinka
Chinka este un oraș în Grecia în prefectura Ioannina.